# Konceptualizm
Konceptualizm – w średniowieczu stanowisko w sporze o uniwersalia, przeciwstawne realizmowi pojęciowemu, jedna z umiarkowanych postaci nominalizmu. 
Konceptualiści utrzymywali, iż powszechniki nie posiadają realnego bytu, lecz są jedynie tworami ludzkiej wyobraźni. Przedmiotem pojęć ogólnych są zatem pewne stany psychiczne. 

## Przedstawiciele
Średniowieczni:
- Jan z Salisbury

Nowożytni:
- Franciszek Suárez
- René Descartes
- John Locke
- Gottfried Wilhelm Leibniz